# Meu (rivière)
Pour les articles homonymes, voir Meu.
Le Meu est une rivière française de Bretagne non navigable qui coule dans les départements d'Ille-et-Vilaine et des Côtes-d'Armor, et un affluent droit du fleuve la Vilaine.

## Géographie
Long de 83,7 km,, c'est un affluent de la Vilaine en rive droite. Sa dénivellation s'élève à environ 200 m entre sa source à Saint-Vran située à 225 m d'altitude et 77 km plus loin à Mordelles à 23 m, puis l'altitude baisse à 20 m quand la rivière se jette dans la Vilaine près du château de Blossac.

### Parcours
Il prend sa source à Saint-Vran dans les Côtes-d'Armor, coule vers l'est, et se jette dans la Vilaine au niveau du château de Blossac, au tripoint entre Chavagne (au nord), Goven (au sud) et Bruz (à l’est). Le PDPG (plan départemental pour la protection des milieux aquatiques et la gestion des ressources piscicoles) d'Ille-et-Vilaine distingue deux tronçons de cette rivière. Le Meu amont part de la source à la confluence avec son affluent le Comper à Saint Gonlay, de cet endroit jusqu'à la Vilaine, on parle du Meu aval.
Près de sa source au lieu-dit le Breil Pignard, plus haut sur la colline et à 1,5 kilomètre plus au nord-ouest, naît l'Yvel au lieu-dit la Sourtoire, puis 500 mètres plus au nord-ouest au Bois Rillet (Barillet), le Ninian. Ces trois rivières se situent au versant sud de la ligne de partage des eaux qui les sépare de la Rance à 2 kilomètres au nord du Meu prés de la commune de Saint-Launeuc,,.
De nombreux moulins à eau sont encore visibles sur les bords de cette rivière entre Goven et Saint-Launeuc faisant partie de deux-cent-onze moulins hydrauliques repérés et étudiés dans le département d'Ille-et-Vilaine (voir section ci-dessous « Moulins »).
Vingt-et-une commune sont traversées, dont les principales en termes du nombre d'habitants sont Montfort-sur-Meu et Mordelles. Il forme successivement et sans discontinuité la frontière entre :
- Bréteil et Talensac ;
- Mordelles et Talensac ;
- Mordelles et Le Verger ;
- Mordelles et Bréal-sous-Monfort ;
- Mordelles et Goven ;
- Chavagne et Goven.

### Départements (ou autres divisions administratives), communes et cantons traversés
Le Meu traverse les départements des Côtes d’Armor et d’Ille-et-Vilaine. La majeure partie de la superficie de son bassin, environ 85 %, s'étend en Ille-et-Vilaine, environ 15 % sont dans les Côtes-d'Armor et une petite partie dans le Morbihan. Les collectivités territoriales qui participent au bassin du Meu sont la costarmoricaine Loudéac Communauté - Bretagne Centre, ainsi que les bretilliennes Saint-Méen Montauban, Brocéliande Communauté, Vallons de Haute Bretagne, Montfort Communauté et Rennes Métropole.

### Bassin versant
Le bassin du Meu avec ses affluents couvre un territoire de 84 305 hectares entre Saint-Vran (Côtes-d'Armor) au nord-ouest, et les communes bretilliennes Miniac-sous-Bécherel au nord-est, Chavagne au sud-est et Plélan-le-Grand au sud. Sur l'ensemble du bassin, le substrat rocheux est constitué de schistes. Dans le bassin versant de la Vilaine, celui du Meu se place entre la bassin de l'Oust et la Vilaine. Cet ensemble est délimité par les lignes de partage des eaux qui le sépare du Blavet à l'Ouest, de la Rance et du Couesnon au Nord, de la Mayenne et ses affluents à l'est et de l'Erdre au sud,.

### Organisme gestionnaire
Le 13 septembre 1979, le Syndicat mixte du Bassin Versant du Meu a été crée, se composant de 37 communes sur un territoire de 630 km2. Son but était la protection des eaux et des milieux aquatiques. Ce syndicat a été dissous le 31 décembre 2021,. Son territoire correspond désormais à l'Aire d'alimentation de captage du Meu au sein de la collectivité Eau du bassin rennais ; ses compétences ont été transférées à Eaux et Vilaine,,,. Une prise d'eau dont l'aire d'alimentation s'étend sur le bassin du Meu se situe à la Ville Chevron à Mordelles,. Elle est classée captage prioritaire vis-à-vis des pesticides depuis 2011, un arrêté préfectoral y « interdit l’utilisation de produits phytosanitaires contenant de l’acétochlore, de la diméthénamide-P, du S-métolachore, de l’isoproturon, du mécoprop et du mécoprop-P », à partir du 1er mars 2012.

## Affluents
Le Meu compte 46 affluents, dont 29 mesurent entre 1 à 3 kilomètres, neuf ont une longueur entre 4 et 9 kilomètres. Seulement 23 de ces ruisseaux sont désignés par un nom, les autres par un code. Le Meu a comme principaux affluents,, :  

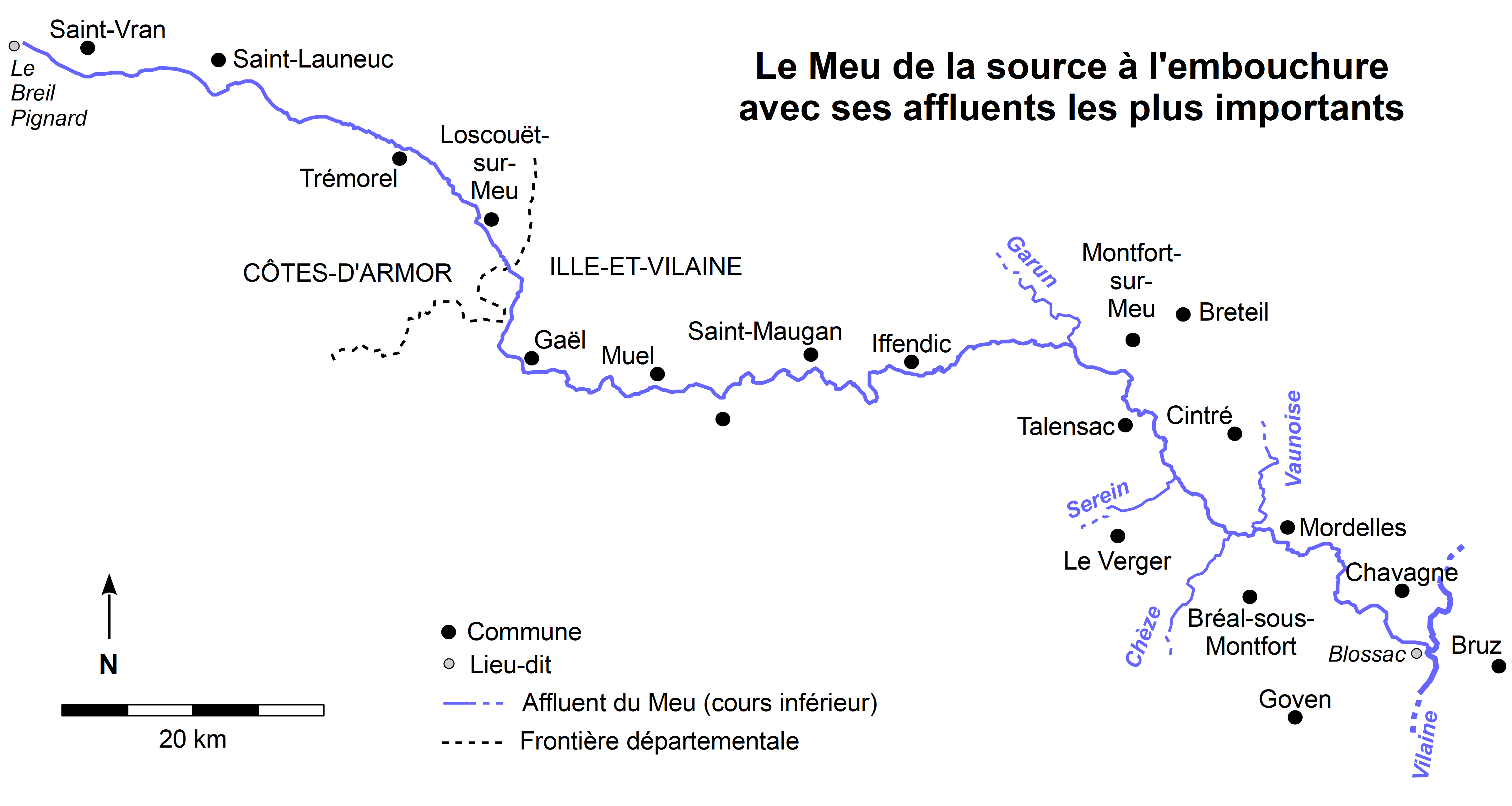
Le Meu de la source à l'embouchure

| Nom de l'affluent | Rive   | Confluence avec le Meu                 | Longueur (km) |
| ----------------- | ------ | -------------------------------------- | ------------- |
| La Vaunoise       | gauche | Mordelles                              | 33            |
| Le Garun          | gauche | Montfort-sur-Meu                       | 30            |
| La Chèze          | droite | Entre Le Verger et Bréal-sous-Montfort | 24            |
| Le Serein         | droite | Talensac                               | 20            |
| Le Comper         | droite | Saint-Gonlay                           | 17            |
| Le Bois Hamon     | gauche | Muel                                   | 12            |
| Le Grénédan       | droite | Gaël                                   | 12            |
| Le Boutavent      | droite | Iffendic                               | 12            |

## Qualité de l'eau
Le suivi de la qualité physico-chimique du Meu se fait grâce à des points de prélèvement sur les communes de Loscouët-sur-Meu, d'Iffendic, de Mordelles et de Chavagne (d'amont en aval), qui donnent les résultats suivants :
| Nitrates                                   | 2010 | 2011 | 2012 | 2013 |
| ------------------------------------------ | ---- | ---- | ---- | ---- |
| Concentration du paramètre (percentile 90) | 24   | 26   | 20   | 29   |
| Classe SEQ-Eau                             |      |      |      |      |

| Nitrates                                   | 2010 | 2011 | 2012 | 2013 |
| ------------------------------------------ | ---- | ---- | ---- | ---- |
| Concentration du paramètre (percentile 90) | 37   | 38   | 26   | 39   |
| Classe SEQ-Eau                             |      |      |      |      |

| Nitrates                                   | 2010 | 2011 | 2012 | 2013 |
| ------------------------------------------ | ---- | ---- | ---- | ---- |
| Concentration du paramètre (percentile 90) | 39,5 | 34,8 | 25,8 | 37,9 |
| Classe SEQ-Eau                             |      |      |      |      |

| Nitrates                                   | 2010 | 2011 | 2012 | 2013 |
| ------------------------------------------ | ---- | ---- | ---- | ---- |
| Concentration du paramètre (percentile 90) | 33   | 35   | 26   | 37   |
| Classe SEQ-Eau                             |      |      |      |      |

## Histoire

### Le Meu comme frontière
Sur sa portion de Montfort-sur-Meu, puis de Talensac jusqu'à son embouchure dans la Vilaine à Goven, le Meu marquait une frontière politique, religieuse et linguistique dans le passé.

#### Une frontière politique
D'après Louis Pape, il est certain que les Romains ont doté la gaule de frontières administratives précises pour des raisons fiscales. (22–23). En se basant sur la notion de la continuité dans le temps (p. ex. les limites des futures diocèses) et des données toponymiques, la frontière orientale des Coriosolites a pu être localisée avec une certaine précision près des vallées des cours d'eau Biez Jean, Linon, Rance, rejoignant ensuite le Garun, puis le Meu jusqu'à la Vilaine et suivant celle-ci jusqu'à son confluence avec l'Oust à Redon, valable jusqu'au IIIe siècle, et pour le secteur du Meu encore au Bas-Empire,,.
Cette frontière jouait encore un rôle pendant l'immigration bretonne, alors que les Francs sous Clovis autorisaient les Bretons venant de l'île de Bretagne de s'installer dans les anciennes cités des Osismes, partiellement dans celle des Venètes et, plus à l'est, dans celle des Coriosolites,,. Le Meu devenait donc sur sa partie entre Talensac et l'embouchure une frontière entre la principauté bretonne de la Domnonée et le comté franc de Rennes. Cependant, la large bande frontalière entre ces deux entités politiques, n'était pas, d'après les connaissances actuelles, définie administrativement par des pagi comme le reste de la Domnonée selon les cartes présentées par René Couffon et Bernard Tanguy,. Le linguiste Léon Fleuriot fait mention du pagus Orcheus cité dans un manuscrit à propos de saint Maelmon et situé « à l’ouest immédiat de Rennes ». Au XIXe siècle et encore du vivant de l'auteur au XXe siècle, des ouvrages en terre témoigneraient de la situation frontalière de cette région. D'après un autre auteur, Talensac aurait été « érigé sur le territoire du canton d'Ork » (Orcheus pourrait être issu de orc-  "fossé, sillon, retranchement de terre"). Pour Henri Quilgars, la frontière orientale de la Domnonée se confond avec la limite orientale de l'expansion de la langue bretonne et atteint donc le Meu. Le roi de la Domnonée au VIIe siècle, Judicaël, a possédé un château à Talensac dont témoignerait une butte de terre artificielle au lieu-dit le Châtellier, au IXe siècle le roi de Bretagne Erispoë y résidait, assassiné en 857,, sur l'autel de son église selon un auteur.

#### Une frontière de l'organisation ecclésiastique
À partir de la fin de l'Antiquité, les neuf évêchés bretons se sont progressivement installés dans les cinq cités gallo-romaines armoricaines. La limite entre les diocèses d'Alet (Saint-Malo à.p. du XIIe siècle) et de Rennes épouse en partie celle de la frontière orientale de la cité des Coriosolites à savoir entre la limite avec le diocèse de Vannes à Guipry et celle avec le diocèse de Dol à Saint-Léger-des-Prés,. Cette limite est jalonnée par des églises dédiées à saint Malo d'abord sur la Vilaine à Saint-Malo-de-Phily, puis sur le Meu à Bréal-sous-Montfort, celle de Talensac dédiée à saint Méen, avant de quitter la rivière en tournant vers Breteil dont le patron était encore saint Malo. Ces églises comme d'autres servaient au bornage du territoire diocésain dont les confins étaient encore disputés au IXe siècle. Au XIIe siècle, l'évêque d'Alet, Jean de Châtillon confisqua l'église de Goven.

#### Une limite linguistique

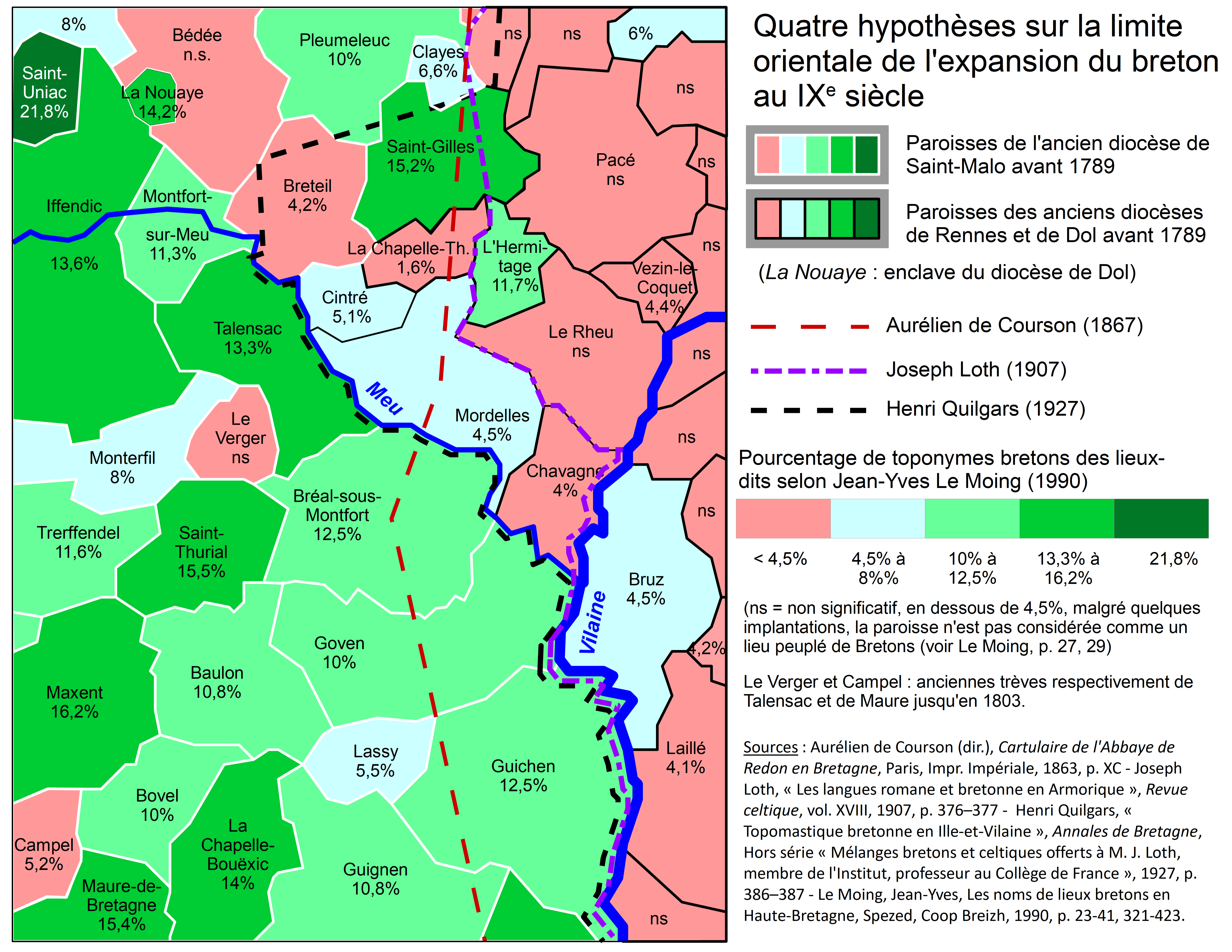
Différentes hypothèses sur le "frontière" linguistique entre le breton et le roman au IXe siècle

Sur cette portion, le Meu ou ses communes riveraines, selon les auteurs Aurélien de Courson,, Joseph Loth ou Henri Quilgars, deviennent dans ce contexte historique un morceau de la frontière linguistique entre les parlers breton et roman, la présence bretonne ayant été seulement ponctuelle plus à l'est. Du côté ouest de cette frontière, des locuteurs bretons romans et peut-être gaulois se côtoyaient possiblement, mais le recul du breton vers l'ouest était entamé dès le Xe siècle. Une zone mixte s'établissait alors où deux langues, le breton et le roman, ce dernier évoluant vers le gallo et le français, étaient pratiquées à des degrés différents,,.
En 1863, Aurélien de Courson  décrit « l'ancienne limite séparative entre le pays gallo et le pays bretonnant » du IXe siècle par une ligne qui relie un certain nombre de communes, dont Langan, Mordelles, Bréal-sous-Montfort et Goven,. Ce choix est critiqué par Joseph Loth, qui en 1907 s’appuie sur les toponymes dotés anciennement du suffixe -acum évolué en -ac (p. ex. Chauvignac à Guichen) sous l'influence bretonne, et en -e et -ay (p. ex. Chauvigné, Parthenay) dans la zone romane. Il place sa « ligne de démarcation » à l'ouest d'une série de communes aux noms romans comme « Pontréan, Bruz, Moigné, le Rheu, l'Hermitage »,. Bernard Tanguy, à la suite d'une critique de cette hypothèse, réinterprète les toponymes en -ac comme des survivances du gaulois matérialisant la limite de l'expansion du roman vers l'ouest. Finalement, Henri Quilgars, en 1927, affirme que « les limites de la toponomastique bretonne » se confondent depuis Redon avec la Vilaine, puis avec le cours du Meu jusqu'à Talensac où elle le quitte dans la direction du nord-est vers Breteil, puis vers le Couesnon.
Cette idée d'un tracé en apparence rigoureuse est critiqué par les historiens André Chédeville et Hubert Guillotel, qui font remarquer que cette frontière linguistique valable pour le IXe siècle ne tient pas compte de plusieurs facteurs. La colonisation bretonne ne la pas forcément atteint à la même époque, elle était très tardive dans certains endroits et incomplète. Des toponymes bretons ont pu disparaître ou être déformés lors de l'avancé de la langue romane vers l'ouest. Les questions de savoir à quel point les régions armoricaines notamment dans sa partie orientale étaient ou complètement ou superficiellement romanisées, si le gaulois revigoré à la suite de la colonisation bretonne était encore présent ou pas, n'ont pas encore trouvé une réponse définitive,.
Une autre approche est celle de Jean-Yves Le Moing, qui a analysé la micro-toponymie sur la base de la Nomenclature de l'INSEE, les noms des lieux-dits en Haute-Bretagne. Il arrive à calculer un pourcentage indiquant la part des noms d'origine bretonne ou au moins celtique (voir la carte). L'auteur ne retient cependant que les pourcentages significatifs, supérieurs à 4,5 %. Sur sa carte de synthèse, la zone à l'ouest du Meu (et de la limite orientale de l'ancien diocèse de Saint-Malo) s'étendant à peu près jusqu'à Paimpont, 5 à 20% des toponymes sont d'origine bretonne, moins de 5 % de l'autre côte, dans l'ancien diocèse de Rennes. Le pourcentage de chaque commune, selon son hypothèse, serait également un indice chronologique de la disparition du breton selon la formule « T = 1000 x (1+P) » avec une marge de plus ou moins. Le breton aurait ainsi disparu à Goven autour de l'an 1100, Bréal-sous-Montfort à Talensac autour de 1350 à Chavagne vers le milieu du XIIe siècle.

## Hydronymie
Le nom du Meu, affluent de la Vilaine en Haute-Bretagne a fortement varié depuis le temps de son première attestation au Moyen Âge. De Modonem attesté au Haut Moyen Âge, Modani au début du XIIIe siècle, la forme du nom s'est raccourcie à une seule syllabe en perdant aussi les consonnes intérieures d et n. Des formes proches de la forme actuelle sont attestées depuis le début du XVe siècle et ont été remplacées en partie par Men, à côté duquel Muhel et Flusel sont attestés pour le même cours d'eau. C'est à partir du début du XIXe siècle que le n est abandonné et que le nom actuel, le Meu, s'impose. En ce qui concerne l'étymologie du nom, certains auteurs renvoient à un thème gaulois *Modo ; un autre cherche l'origine du Meu dans un mot vieux-breton *mon.
La forme bretonne du nom, Ar Mozon, est moderne et attestée depuis 1993.

### Historique des attestations du nom

#### Moyen Âge:Modonem,Modani
Le nom de la rivière est attesté sous les formes Modonem au VIe siècle et Modani en 1213. Ces formes sont citées par J.-Y. Le Moing dans le Dictionnaire topographique de l'abbé Pierre Bossard,,.
Cet auteur a repéré la première forme dans un extrait de la Vita S. Mevenni ("Vie de Saint-Méen"), "Cis enim fluvium Modonem [et ultra cam posside]", que l'historien Arthur Le Moyne de la Borderie traduit par "[Ce domaine] s’étend des deux côtés du Meu ; des deux côtés il sera à toi" et qui aurait été prononcé quand Mewen (Méen) avait été prié par Caduon de s'installer sur son domaine près du Meu ("Caduonus usque ad Modonem fluvium quotidie deambulabat"),,. Certains auteurs mettent cependant en doute que la Vita S. Mevenni soit rédigée avant le Xe ou XIe siècle comme l'affirme son éditeur F. Plaine qui place le manuscrit d'ailleurs plutôt au VIIIe siècle sans en être certain,,.
La deuxième attestation, Modani, provient selon l'abbé Bossard d'un acte concernant la Dotation de l’abbaye de Saint-Jacques de Montfort-sur-Meu ratifié en 1213 par le seigneur de Montfort et relatant des faits et situations dans la région comprise entre Talensac – Montfort-sur-Meu et Gaël vers 1152. Cet acte est cité et traduit dans un ouvrage de 1858 : "Corninellus dedit vineam juxtà aquam Modani" ("Corninelle a donné une vigne auprès de la rivière du Meu").

##### Du bas Moyen Âge auXVIIesiècle:Meue,Moue...
Dans le code forestier Usements et coustumes de la forest de Brécelien rédigé en 1467 et publié dans la Cartulaire de Redon, on trouve le lieu Vaudemeu dans la forêt de l'ancienne paroisse de Coulon, aujourd'hui le lieu-dit Vaulst ou Vaux-de-Meu rattaché à Montfort-sur-Meu,. La forme Meue est attestée en 1412, dans une étude cartographique de 1543 et par l'historien Pierre Le Baud en 1638. L'abbé Bossard cite d'autres formes pour les XVe au XVIIe siècles : Moue, 1455, Moee, 1471, Le Moe, 1518, Le Meust, 1578, Le Moeue, 1656. Cette dernière variante est utilisée en 1784 dans une carte thématique au sujet de la navigabilité des cours d'eau en Bretagne,,.
Au XVIe siècle débute la cartographie de la France. Sur les premières cartes de la Bretagne à la fin de ce siècle, dont sur celle de Bertrand d'Argentré de 1588, ainsi que sur les reproductions par d'autres auteurs,, figurent le tracé du Meu, mais pas son nom.

##### DuXVIIeauXVIIIesiècle:Men,Mein,Muhel... etFlusel
Du début du XVIIe siècle jusqu'aux années 1780, les cartographes semblent privilégier la forme Men,,,,,,,,,,,,,,, parfois Mein ou Méencette dernière apparaissant encore dans la première moitié du XIXe siècle,.
En 1771, Jean Ogée (voir ci-dessous) participe à deux cartes dont l'une nomme le cours supérieur de la rivière Muel, son cours inférieur Men, l'autre attribuant Muel à l'ensemble. En 1790, l'auteur d'une carte rééditée en 1827 écrit Muet. Dans la langue régionale gallo, Muel se prononce effectivement Muè [mɥɛ] (attesté de nos jours à Gaël, Muel), Meû·è [møɛ] (attesté à Bléruais) ou Mué [mɥe]. À la fin de cette décennie, le dictionnaire d'Ogée,, présente les formes déjà rencontrées chez les cartographes, Mu(h)el et M(é)en. La première est repérée pour les paroisses riveraines s'égrenant vers l'aval entre Gaël et Iffendic. La deuxième forme est citée dans les articles sur les paroisses entre Montfort et Chavagne.
Pour Bréal et Cintré, le dictionnaire propose aussi l'alternative Flusel. Ce dernier nom a été utilisé également pour un affluent du Meu, peut-être identique au Fluxel, qui aurait eu sa source à Pleumeleuc en se jetant dans le Meu à Cintré,. Sur une carte de l'évêché de Rennes éditée entre 1770 et 1779, figurent les deux cours d'eau, Men et Flusel. Les noms étant écrits sur cette carte en amont de Cintré, lieu de leur confluence, le trait ayant la même épaisseur, il n'est pas possible de savoir qui est l'affluent et qui est l'effluent.
Également en 1777-1778, le prieur et historien Gilles Deric,, place la scène de l'offre de Caduel à Mewen sur les rives du Muhel (voir ci-dessus)', qui se joint d'après cet auteur au Men à Montfort. Il propose également une étymologie du nom de saint Méen, qu'il nomme lui-même Men, en admettant les variantes Mein, Méen et Main. Lui aussi pense que Men et Flusel sont les synonymes de la même rivière. Le Baron du Taya pose prudemment la question d'un lien entre le nom du saint et celui de la rivière.

#### AuXIXesiècle,le Meus'impose
Dans les cartes de l'Atlas national de France établi entre 1790 et 1800 après la création des départements, le Meu bien que présent par son tracé, n'est pas identifié par son nom.
À partir de 1801 quand le nom de Montfort fut élargi par -sur-Meu,, désignant la ville et la sous-préfecture de l'arrondissement du même nom, Meu commence à s'imposer pour désigner la rivière. Dans la seconde édition de 1843 dictionnaire d'Ogée par Alphonse Marteville et Pierre Varin, certaines des anciennes formes sont préservées, d'autres remplacées par Meu, ou bien complétées par un ajout entre crochets de ce nom. Dans l'article sur Gaël, les auteurs admettent à côté de Meu, les formes Men et Muhel,. Dans l'article qui est affecté à ce cours d'eau dans le chapitre Rivières et Canaux, le nom est Meu.
Les plans des cadastres anciens dits « napoléoniens » des départements des Côtes-du-Nord (aujourd'hui Côtes-d'Armor) et de l'Ille-et-Vilaine, montrent que la forme moderne se fixe seulement progressivement. Sur les plans de Saint-Vran, où la rivière prend sa source, elle est appelée Mur en 1810, et en 1845, on y écrit « rivière de Mur ou de Meu ». Également dans les Côtes-du-Nord-d'Armor, à Merdrignac, Saint-Launeuc et à Trémorel, on trouve la forme Meux dans les plans cadastraux. À partir de Loscouët, puis tout au long de son cours en Ille-et-Vilaine, la rivière est désignée par le nom Meu. L'article est encore absent du nom sur les plans établis entre 1810 et 1845 de quelques communes, mais est présent ailleurs et semble progressivement devenir la règle dans les plans cadastraux établis à partir des années 1830,.
En 1880, Loscouët devient Loscouët-sur-Meu.

### Hypothèses étymologiques
Selon l'abbé Oresve, "la rivière du Meu, [...] serait mieux appelée Modon ou Modao", car l'origine du nom est selon cet auteur dans la langue latine (Modo-onis, Modanus, -ani). Dans son livre Altceltischer Sprachschatz "Patrimoine linguistique du vieux celtique", le philologue Alfred Holder qui s'appuie également sur la Vita Mevenni, cite Modonem dans l'entrée Mod-o. Le spécialiste de l'hydronymie Paul Lebel voit le thème gaulois à sens inconnu *modo, qu'il a extrait du nom de la ville Moyeuvre (*Modobriga ; briga "colline") en Moselle, dans des noms de rivière Moda et Modonnos en Irlande ou "Modone en Ille-et-Vilaine". Le thème *Moda serait l'ancien nom de la rivière Conroy qui arrose Moyeuvre.
Dans son Dictionnaire des hydronymes de 2022, Jean Maillet propose de chercher l'étymologie de Meu dans un terme vieux-breton *mon proche du gallois mawn "marécage", "tourbe" (angl. "peat") d'après des dictionnaires spécialisés,,. Selon lui, un mot non attesté en breton moderne, Meun, est utilisé comme suffixe dans des toponymes comme Kermeun et Tromun qu'il localise dans les Côtes d'Armor, mais qui sont des lieux-dits des communes finistériennes Nevez et Plouyé,. Selon son hypothèse, la chute du son [n] a pu donner Meu. Il la justifie par la topographie de la rivière, son lit marécageux en fournissant l'exemple de l'étang de la Hardouinais à Saint-Launeuc. L'auteur ne cite et ne revient sur aucune des attestations anciennes dans son article.

## Activités économiques

### Navigabilité du Meu
Le Meu est classé aujourd'hui comme « un cours d'eau naturel non navigable ». Selon François-Gabriel-Ursin Blanchard de La Musse qui passait une partie de sa retraite à Montfort-sur-Meu, cette rivière aurait été « flotable », s'il n'y avait pas « des moulins trop rapprochés en barrent le cours ». Même sur la partie entre son embouchure et le moulin de Bury à Chavagne où la navigation aurait été possible, seulement des bateaux transportant des pierres de moulage (meules) l'auraient fréquenté. S'appuyant sur une étude réalisée en 1794, l'auteur affirmait qu'il aurait suffi d'installer quelques écluses pour rendre le Meu navigable jusqu'à Montfort-sur-Meu. En 1843, le Dictionnaire historique et géographique de la province de Bretagne précisait que la rivière était sinueuse et peu profonde et qu'elle charriait du sable qui pouvait former des barrages et occasionner des inondations. Ses auteurs comme celui de la Géographie du département d'Ille-et-Vilaine en 1881 pensaient que le Meu était navigable jusqu'à Mordelles, donc sur 5 kilomètres environ, mais seulement sur 3 kilomètres jusqu'à Chavagne pour Ministère des Travaux publics en 1891. Son rapport précise que le mouillage (profondeur de l'eau) « n'est que de 1 mètre sur 1 500 mètres environ à partir de la Vilaine », ensuite il est variable, mais inférieur à 1 mètre. La rivière n'est donc pas fréquentée.

### Moulins à eau
Sur les rives du Meu, entre Goven et Saint-Launeuc, près d'une trentaine de moulins à eau sont documentés (voir tableau ci-dessous). En comparaison, deux-cent-onze moulins hydrauliques sont actuellement repérés en Ille-et-Vilaine, alors qu'on y comptait sept cent vingt cinq en 1809. Leur nombre décroît avec l’industrialisation de la meunerie, qui entraîne la modernisation de certaines entre elles comme les moulins du Breuil et de Delieuc à Iffendic ou le moulin du Guern à Talensac. En Bretagne, les moulins à eau apparaissent comme une technique nouvelle au cours des XIe et XIIe siècles, deviennent commun au siècle suivant avant l'apparition du moulin à vent attesté dans la région la première fois au début du XIVe siècle. À Montfort-sur-Meu et à Talensac des moulins sont attestés dès le milieu du XIIe siècle, ainsi qu'un Pont Jehan sans autre précision du lieu. D'autres sont attestés à Mordelles en 1656, à Iffendic à l'époque médiévale, en 1567 et à Saint-Launeuc en 1570. À Montfort-sur-Meu, vers la fin du XIXe siècle, la toponymie a gardé la mémoire de ces outils avec le gué des moulins près de la confluence du Garun et du Meu où « des moulins échelonnés sur la rive » font entendre leur « tic-tac », non loin de là, sur la rive droite se situe aujourd'hui la ruelle des Moulins.
| Lieu                | Nom du moulin                                                         | Usage                                                                   | date                                                                |  |
| ------------------- | --------------------------------------------------------------------- | ----------------------------------------------------------------------- | ------------------------------------------------------------------- |  |
| Goven               | de Blossac                                                            |                                                                         |                                                                     |  |
| Chavagne            | de Bury ou Burie,                                                     |                                                                         |                                                                     |  |
| Mordelles           | de Mordelles,                                                         | à farine, puis minoterie                                                | 1656                                                                |  |
| Bréal-sous-Montfort | de Gravereux                                                          |                                                                         | XVIIIe siècle                                                       |  |
| Bréal-sous-Montfort | de Cramoux,                                                           |                                                                         | peut-être XVIIIe siècle                                             |  |
| Talensac            | de Tréjouan                                                           |                                                                         | 1810                                                                |  |
| Talensac            | du Guern,                                                             | à blé, puis minoterie                                                   | Temps modernes                                                      |  |
| Talensac            | du Châtellier,                                                        |                                                                         | mentionnée en 1843                                                  |  |
| Montfort-sur-Meu    | Grand moulin ou rue du 11 Juin 1944,                                  |                                                                         | 1884                                                                |  |
| Montfort-sur-Meu    | de la Harelle,                                                        |                                                                         |                                                                     |  |
| Montfort-sur-Meu    |                                                                       | à tan                                                                   |                                                                     |  |
| Iffendic            | la Châsse,                                                            |                                                                         | mentionné en 1845                                                   |  |
| Iffendic            | le Breuil, ou du Breil                                                |                                                                         | fondation en 1567, bâtiment du XVIIe siècle                         |  |
| Iffendic            | Travan(t),                                                            | moulin, puis filature, puis fabrique de produits chimiques et féculerie | reconstruction 1re moitié du XIXe siècle, 1832, reconstruction 1940 |  |
| Iffendic            | Delieuc, le Châtel,                                                   | minoterie                                                               | 1920, ancien moulin mentionné sur le cadastre de 1810               |  |
| Saint-Gonlay        | du Pont-Jean,                                                         |                                                                         | 2e moitié XIXe siècle                                               |  |
| Saint-Gonlay        | de Vauférier, la Rousselais,                                          |                                                                         | Époque contemporaine, incertain                                     |  |
| Gaël                | du Fau(x),                                                            |                                                                         |                                                                     |  |
| Gaël                |                                                                       | à tan,                                                                  |                                                                     |  |
| Gaël                | de Gaël,                                                              |                                                                         |                                                                     |  |
| Loscouët-sur-Meu    | du Meu                                                                | à farine, puis minoterie                                                | avant 1855, 1re moitié du XXe siècle                                |  |
| Loscouët-sur-Meu    | Grand Moulin                                                          | à farine, puis minoterie                                                | 2e quart du XXe siècle                                              |  |
| Trémorel            | de la Rosaie ou Rosais,                                               | à farine                                                                | 1er quart du XIXe siècle                                            |  |
| Trémorel            | de Dompierre,                                                         |                                                                         | 1809                                                                |  |
| Trémorel            | de la Roche                                                           |                                                                         |                                                                     |  |
| Trémorel            | du Tertre,                                                            |                                                                         |                                                                     |  |
| Trémorel            | du Ruel-Muet,                                                         |                                                                         |                                                                     |  |
| Saint-Launeuc       | Usine métallurgique dite forges de la Hardouinais, puis moulin à tan, | forges, à tan                                                           | environ 1570 (forge), 1877 (moulin à tan)                           |  |